# Große Kollerhöhle
Die Große Kollerhöhle, auch Elfersteinhöhle genannt, ist eine Höhle am Westhang des Emmerberges bei Winzendorf (Bezirk Wiener Neustadt-Land, Niederösterreich). Sie wurde am 24. Dezember 1970 zum Naturdenkmal und am 22. Oktober 1982 zur "Besonders geschützten Höhle" erklärt.

## Beschreibung
Gleich nach dem Einstieg führt ein 4 Meter tiefer Abbruch in eine bis zu 12 Meter hohe Halle. Über eine drei Meter hohe Felskante wird eine weitere Kammer erreicht, von der die äußerst enge, senkrecht hinab führende „Verzweiflungsröhre“ in mit den Tropfsteinen versehenen Endteil führt. Die Gesamtganglänge beträgt 140 Meter bei einer Höhendifferenz von 21 Meter.
1981 wurde eine enge befahrbare Verbindung zur wenige Meter nördlich befindlichen und nur fünf Meter langen Kleinen Kollerhöhle (1864/15) entdeckt.